# Diphyus politus
Diphyus politus là một loài tò vò trong họ Ichneumonidae.